# Kelly Fremon Craig
Kelly Fremon Craig (Whittier, California, 28 de mayo de 1980) es una guionista, productora y directora de cine estadounidense. Es conocida por escribir y dirigir la comedia dramática de transición de 2016 The Edge of Seventeen y por adaptar de la novela clásica de Judy Blume Are You There God? It's Me, Margaret.

## Primeros años
Fremon Craig nació en Whittier, California y se graduó de la UC Irvine con un título en inglés. Cuando tenía 13 años, veía mucho MTV, lo que despertó su interés por los videos musicales. Afirmó que los videos musicales eran "como pequeños cortometrajes". Fremon Craig comenzó a escribir poesía hablada.

### Década de 2000
Fremon Craig comenzó escribiendo comedias de sketches y poesía hablada en la universidad, luego consiguió una pasantía en la división de cine de Immortal Entertainment donde leyó su primer guion cinematográfico y comenzó a dedicarse a escribir guiones. Desarrolló varios guiones durante la década de 2000, incluyendo una versión moderna de la historia de Cyrano de Bergerac en la escuela secundaria y una nueva versión cómica del drama francés de 2004 Intimate Strangers para Paramount Pictures. Uno de sus guiones, Ticket to Ride, llamó la atención del director de Los Cazafantasmas, Ivan Reitman, quien compró el guion a través de su compañía The Montecito Picture Company para dirigirlo. Según Reitman, el guion fue reescrito al menos 15 veces. La película se estrenó con el nuevo título Post Grad y fue dirigida por Vicky Jenson, directora de Shrek. Post Grad se estrenó en 2009 y tuvo una decepción en crítica y comercial.

### Década de 2010
En 2011, Fremon Craig completó otro guion titulado Besties y lo envió a James L. Brooks. Brooks compró el guion y se anunció que Fremon Craig dirigiría la película y Brooks actuaría como productor y mentor de su primera película. No se dieron a conocer novedades sobre el largometraje hasta agosto de 2015, cuando se anunció que Hailee Steinfeld protagonizaría la película. El casting continuó hasta octubre de ese mismo año, y el rodaje comenzó ese mismo mes. 
La película fue estrenada por STX Entertainment en el otoño de 2016 bajo su nuevo título The Edge of Seventeen y recibió elogios de la crítica y fue un éxito financiero modesto. Fremon Craig mantuvo una serie de diarios que la ayudaron a inspirarse mientras escribía The Edge of Seventeen. Tomó algunas de estas entradas de diario y las transformó en el guion. Para investigar la película y el guion, Fremon Craig fue a escuelas secundarias y pasó tiempo con adolescentes para comprender mejor cómo eran sus vidas. Fremon Craig también proporcionó reescrituras no acreditadas (y estuvo brevemente asociado como coguionista) para la película derivada de Transformers de 2018, Bumblebee, que también fue protagonizada por Steinfeld.

### Influencias
Fremon Craig nombró al guionista y director John Hughes como influencia al escribir The Edge of Seventeen,   y en entrevistas ha mencionado a Christopher Guest, Alexander Payne, Nick Hornby, David Sedaris y Nora Ephron como inspiraciones.  Fremon Craig declaró que James L. Brooks es su ídolo de la comedia,  “no hay nadie en el mundo a quien ame más que Jim Brooks. Él es la razón por la que quería ser cineasta. " 

## Vida personal
A partir de 2016, Fremon Craig reside en Los Ángeles con su esposo y su hijo pequeño. Está representada por UTA y Kaplan/Perrone.

## Filmografía
| Año  | Título                            | Rol                               | Nota                                   |
| ---- | --------------------------------- | --------------------------------- | -------------------------------------- |
| 2008 | Streak                            | Escritora                         | Cortometraje; coescrito con Allan Loeb |
| 2009 | Postgrado                         | Escritora                         |                                        |
| 2016 | The Edge of Seventeen             | Dirección y escritura             |                                        |
| 2018 | Bumblebee                         | Escritora                         | Reescrituras no acreditadas            |
| 2023 | ¿Estás ahí Dios? Soy yo, Margaret | Dirección, escritura y producción | Basada en la novela de Judy Blume.     |
| 2024 | Ordinary Angels                   | Escritora                         | Coescrito con Meg Tilly                |